# Běh pro Zoo Praha
Běh pro Zoo Praha je název benefiční sportovní akce, kterou pořádá studentský spolek Drosophila s podporou Pedagogické fakulty Univerzity Karlovy. Akce vznikla v návaznosti na aktivitu Mobily pro gorily (k té více viz Toulavý autobus). Poprvé se akce konala v dubnu 2015. Doposud se uskutečnilo pět ročníků této akce. Vybrané finance putují na ochranářské in-situ projekty Zoo Praha pod hlavičkou Pomáháme jim přežít.
V průběhu dosavadních pěti ročníků (2015 až 2019) se podařilo vybrat částku 381 400 Kč.
Běží se podél Vltavy, a to trasy o délce 5, respektive 10 kilometrů.

## Ročníky

### 1. ročník (24. 4. 2015)
Na start prvního ročníku Běhu pro Zoo Praha se postavilo 88 zájemců. Více než polovina (46 osob) běžela delší, desetikilometrovou trasu, 42 lidí pak pětikilometrovou trasu. Závod byl odstartován děkankou Pedagogické fakulty UK. Na podporu projektů Pomáháme jim přežít se vybralo 6 850 Kč a 30 mobilních telefonů.

### 2. ročník (24. 4. 2016)
Druhého ročníku se zúčastnilo již 398 běžců. Lidé se mohli opět zúčastnit trasy buď o délce pět, nebo deset km. Stejně jako v případě prvního ročníku byl mírně vyšší zájem o delší trasu. 217 osob běželo desetikilometrovou trasu a 191 pětikilometrovou trasu. Závod byl odstartován děkankou Pedagogické fakulty UK – Radkou Wildovou. Podařilo se vybrat 40 800 Kč a 194 starých mobilů.

### 3. ročník (23. 4. 2017)
3. ročník byl ve znamení dalšího zvýšení zájmu o tuto akci. Té se nakonec zúčastnilo 543 běžců, přičemž 244 účastníků běželo desetikilometrovou trasu a 298 pětikilometrovou trasu. Poprvé tak byl větší zájem o kratší trasu. Závod byl odstartován děkanem Pedagogické fakulty UK – Michalem Nedělkou. Na podporu projektů Pomáháme jim přežít se podařilo vybrat 94 800 Kč a 200 mobilů. Tento ročník tak zejména z hlediska finančního úspěchu výrazně předčil ročník předchozí.

### 4. ročník (21. 4. 2018)
4. ročníku se zúčastnilo 568 běžců. K dispozici byly dvě trasy: 5 a 10 km. Mírně větší zájem byl o kratší trasu (303 účastníků), kterou odstartovala rychlobruslařka Martina Sáblíková. Druhý (delší) závod zahájil děkan Pedagogické fakulty UK Michal Nedělka. Běžeckým odpolednem 21. 4. 2018 provedla rozhlasová moderátorka Markéta Ježková. Podařilo se vybrat částku 101 700 Kč, 213 mobilních telefonů a navíc 1 tablet. Celý výtěžek akce byl opět věnován na in-situ projekty Zoo Praha Pomáháme jim přežít.

### 5. ročník (27. 4. 2019)
V průběhu pátého ročníku byly stejně jako v předchozích letech k dispozici dvě trasy pro dospělé. Trasa dlouhá 5 km byla slavnostně odstartována atletem Jakubem Holušou (mistrem Evropy v běhu na 1500 m) a ředitelem Zoo Praha Miroslavem Bobkem. Dvojnásobně dlouhou trasu (10 km) pak odstartovali Markéta Ježková (moderátorka akce) a Michal Burian (hlavní organizátor). Pro děti byly připraveny tři kratší trasy. Trasy vedou podél řeky Vltavy. Akce se zúčastnilo 549 běžců. Na podporu ochrany přírody se podařilo vybrat 137 250 Kč. Ačkoliv se tedy počet účastníků nepodařilo oproti předchozím ročníkům zvýšit, podařilo se vybrat nejvyšší částku. Výše startovného byla stanovena na 250 Kč bez trička a 500 Kč s tričkem.

### 6. ročník (18. 4. 2020)
6. ročník má opět obsahovat tři kratší trasy pro děti a dvě pro dospělé (pět, resp. deset kilometrů).

## Zajímavosti
Obdobné běžecké akce na podporu ochranářských projektů se konají také v dalších českých zoo. Např. Zoo Liberec, Zoo Ostrava.